# Harry Björk
Harry Verner Björk, född 17 augusti 1906 i Gamlakarleby, död 1986, var en finländsk läkare.
Björk, som var son till direktör Emil Björk och Hilda Aline Sandberg, blev student 1925, medicine kandidat 1928, medicine licentiat 1933 och specialist i öron-, näs- och halssjukdomar 1937. Han blev sanitetskapten 1934, sanitetsmajor 1939, sanitetsöverstelöjtnant 1941 och sanitetsöverste 1947. Han var assistentläkare vid Viborgs militärsjukhus kirurgiska och öronavdelning 1934–1936, vid Allmänna sjukhusets i Helsingfors öron-, näs- och halsavdelning 1936–1939, avdelningsläkare vid Viborgs militärsjukhus öron-, näs- och halsavdelning 1939–1944, tillförordnad överläkare vid Andra Centralmilitärsjukhuset 1945–1947, överläkare 1947–1948 och docent i otorhinolaryngologi vid Helsingfors universitet från 1948, biträdande lärare vid öronkliniken 1948–1956, avdelningsläkare vid Centralmilitärsjukhusets första öron-, näs- och strupavdelning 1956–1961 och överläkare från 1961. Han var viceordförande i Finlands Läkarförbund 1957–1959, ordförande i Finlands Röda Kors distrikt i Helsingfors och Nyland 1957–1960 och i Sanitetsofficerarnas förbund 1957–1959. Han utgav Untersuchungen über die Liquorverhältnisse bei der akuten Mittelohrentzündung und ihre Komplikationen (akademisk avhandling, 1937). Han tilldelades professors titel 1962.